# Fredericia-Vamdrup-banen
Jernbanestrækningen Fredericia-Vamdrup er i dag en del af strækningen fra Fredericia til Padborg.

## Historie
Anlægget af strækningen blev påbegyndt i 1863 som den nørrejyske del af en jernbane mellem Fredericia og Flensborg og var en del af kontakten med Peto, Brassey and Betts om anlæg af de første baner i Jylland og på Fyn. Arbejdet gik i stå under krigen i 1864 og kom først i gang igen i begyndelsen af 1865, men blev åbnet samtidig med at banen fra Flensborg nåede grænsen ved Farris. Strækningen indviedes den 1. november 1866, og samtidig indviedes strækningen mellem Middelfart og Strib, således at der herefter var togforbindelse mellem København og landegrænsen ved Vamdrup.
Grænsedragningen var ikke endelig afsluttet, da banen åbnede, og grænsestationen i Vamdrup opførtes derfor som en midlertidig bygning af træ. Den stod dog til 1911, hvor den brændte. 
Valget af Vamdrup som grænsestation kan synes underligt, idet grænsen forløb nogle kilometer sydligere, men området ved grænsen var sumpet og ikke velegnet til formålet[kilde mangler]. Derfor indgik Danmark og Preussen en aftale om, at togskift foregik i Vamdrup. Strækningen fra grænsen til Vamdrup skulle oprindelig have tilhørt selskabet, som drev strækningen syd for grænsen, men blev overtaget af de Jysk-Fyenske Jernbaner.
Strækningen er nu dobbeltsporet – sidste del fra Lunderskov til Vamdrup blev taget i brug i 1955. Strækningen syd derfor er stadig enkeltsporet, men dobbeltspor anlægges i 2014-2015.
Som en del af landanlæggene til Storebæltsforbindelsen åbnede i 1993 en 6 km lang dobbeltsporet elektrificeret forbindelsesbane til Den fynske hovedbane mellem Taulov og Snoghøj ved Jyllandssiden af Lillebæltsbroen. Tog fra Fyn mod Esbjerg og Padborg undgik herved at skulle rebroussere på Fredericia.

## Stationer
- Fredericia Station (Fa), forbindelse til Fredericia-Aarhus og Den fynske hovedbane
- Taulov Station (Tl), forbindelse til Den fynske hovedbane via forbindelsesbanen Snoghøj-Taulov
- Eltang Station (Etg), nedlagt i 1965.
- Kolding Station, var udgangspunkt for banerne Troldhedebanen og Kolding Sydbaner, samt den metersporede Egtvedbane.
- Ejstrup Station (Et), nedlagt i 1965
- Lunderskov Station (Lk), udgangspunkt for Lunderskov-Esbjerg-banen
- Vamdrup Station (Vm), strækningen fortsætter Vamdrup-Padborg

## Trafik
I dag er der en blandet trafik af godstog, regonaltog, Intercity og internationale tog.